# Crónica de um desaparecimento
Crónica de um desaparecimento (em árabe: سجل اختفاء) é um filme dramático de 1996 dirigido e escrito pelo director palestiniano Elia Suleiman. Suleiman protagonizou o filme com um elenco formado por membros de sua família e amigos. A companhia Dhat Productions encarregou-se de produzir o filme, que não tem um arco argumental definido. Suleiman interpreta-se a si mesmo regressando a Israel após uma longa ausência, à qual se segue uma série de vinhetas e esquemas mal ligados entre eles, que pretendem transmitir os sentimentos de inquietude e incerteza provocados pelo problema palestiniano.
Crónica de um desaparecimento foi a primeira longa-metragem de Suleiman. Recebeu aclamação internacional e foi exibida na edição número 53 do Festival Internacional de Cinema de Veneza em 1996, onde ganhou o prémio de melhor filme.

## Sinopsis
O filme desenvolve-se no tenso período do processo de paz entre Israel e a Palestiniana pouco depois do assassinato de Yitzhak Rabin e a eleição de Benjamin Netanyahu, com as relações tensas implicadas mas não explicitamente representadas. Divide-se em duas secções principais, todas unidas de maneira conjunta como a história do regresso de Suleiman à Cisjordânia e a Israel. A personagem de Suleiman no filme descreve-se só como regressa de um exílio de doze anos na cidade de Nova York e agora se encontra em território praticamente desconhecido. Dentro do filme, não surge um trama real ou o desenvolvimento da personagem. Uma série de cenas, em sua maioria sem conexão, têm lugar uma depois de outra. A acumulação gradual de imagens e diálogos começa sem conclusão, apresentando um tipo de sentimento inquietante, destinado a transmitir a qualidade de vida que levam os palestinianos devido a serem apátridas.

## Elenco
- Elia Suleiman é E.S.
- Onda Tabari é Adan
- Nazira Suleiman é Mãe
- Fuad Suleiman é Pai
- Jamel Daher é Jamal
- Juliet Mazzawi é a tia
- Fawaz Eilemi é Abu Adnan
- Leonid Alexeenko é o monge
- Iaha Mouhamad é o escritor

## Recepção
O filme tem recebido aclamação universal. Foi exibido no Festival de Cinema de Sundance e no Museu de Arte Moderna numa secção sobre novos directores. Também fez parte da selecção do Festival de Cinema de Veneza, onde obteve o prémio de melhor filme. Em outubro de 1999, um grupo de críticos de Israel citados por The New York Times escolheram a Crónica como o melhor filme do ano. É notável por ser uma dos poucos filmes palestinianos a ser lançadas oficialmente nos Estados Unidos, que foi no outono de 1997.